# Bình Chuẩn (xã)
Bình Chuẩn là một xã thuộc tỉnh Nghệ An, Việt Nam.

## Địa lý
Xã Bình Chuẩn có vị trí địa lý:
- Phía Đông giáp xã Mường Ham và xã Mường Chọng;
- Phía Nam giáp xã Mậu Thạch và xã Cam Phục;
- Phía Tây giáp Nga My;
- Phía Bắc giáp xã Hùng Chân.

Xã Bình Chuẩn có diện tích tự nhiên 182,19 km².

## Hành chính
Theo Dự thảo Đề án sắp xếp đơn vị hành chính cấp xã tỉnh Nghệ An, xã này là xã Con Cuông 6.
Xã được giữ nguyên diện tích tự nhiên: 182,19 km², quy mô dân số: 4.638 người.